# Puig Sobirà (Sant Feliu Sasserra)
Puig Sobirà és una masia de Sant Feliu Sasserra (Bages) protegida com a Bé Cultural d'Interès Local. El Puig Sobirà és el nom que rep la masia ubicada en un dels punts més elevats del terme municipal, en un petit turó al nord-oest del nucli de Sant Feliu Sasserra, sobre la carretera B-431.

## Descripció
Es tracta d'una construcció formada per diversos volums. El central, principal, està format per planta baixa, primer pis i golfes, amb la coberta a doble vessant amb el carener en perpendicular a la façana. Ha estat molt reformada, però cal destacar la façana principal, orientada al sud, la qual presenta una composició simètrica vertebrada a través d'una portalada d'arc de mig punt adovellat. Flanquejant la porta hi ha dues finestres, i una porta d'accés a nivell del terra a l'extrem esquerre emmarcada amb pedra. Al primer pis s'hi obren quatre finestres totes emmarcades amb pedra, la de l'esquerra amb la llinda datada l'any 1834.